# Calathea picturata
Espèce
Classification phylogénétique
Calathea picturata est une espèce de plantes à fleurs du genre Calathea et de la famille des Marantacées. C'est une plante herbacée originaire des forêts d’Amazonie.
La première description en latin de Calathea picturata fut faite par les botanistes allemand et luxembourgeois Karl Koch & Jean Jules Linden dans l’édition de 1863 de “Wochenschrift des Vereines zur Beforderung des Gartenbaues in den Königlich Preussischen Staaten für Gärtnerei und Pflanzenkunde” Tome 6, page 346 (en latin et allemand), disponible sur googlebooks.